# Asterina torulosa
Asterina torulosa är en svampart som beskrevs av Berk. 1855. Asterina torulosa ingår i släktet Asterina och familjen Asterinaceae.   Inga underarter finns listade i Catalogue of Life.